# Nueva vida (álbum de Sergio Dalma)
Nueva vida es el nombre del sexto álbum de estudio del artista español Sergio Dalma, publicado por Universal Music en 2000.

## Listado de canciones
1. «No me digas que no» (03:43)
2. «Rosas sobre el mar» (04:09)
3. «Camaleón» (03:29)
4. «Nueva vida» (05:07)
5. «Ni tú, ni yo» (03:47)
6. «Padre nuestro» (04:34)
7. «Cuando ella dice sí» (03:57)
8. «¿Quién me hará feliz?» (04:14)
9. «Dama de la suerte» (03:56)
10. «Otra vez (Delincuentes)» (03:36)
11. «Sólo una vez» (dúo con Alex Britti) (04:04)

- Datos: Q30907179